# 網路友誼
網路友誼（英語：Internet friendship）是指人與人透過網際網路上發展出來的友情，在許多情況下、只是透過網際網路互相了解，與筆友有相似之處，但不僅是透過文字，也可以透過聲音、影像或虛擬角色。

## 爭議
最常見的爭議是，與一個無法面對面的人是否能建立友誼，友誼的定義是否被曲解。在網路世界中沒有了影像、聲音的判斷，很難量測一個人的情感和感覺，而且也很難避免其高度的欺騙可能，人們很容易依自己想法去塑造不同身份與個性。
支持網路友誼的這方則認為，爭論是否有看到對方的影像對於友誼建立是無關緊要的，沒有見到對方，反而對友誼有所增益，彼此不用在乎是否有更多期望，也更容易解開日常生活中的社交偽裝。在網路上，人們會透過你的言談、帳號稱謂，去判斷你的個性。就如同筆友，由於網路上的言談自由，因此有許多人比平時更勇於發言，甚至是以具條理或邏輯性的提出自己的見解和意見。
此外，針對那些「友誼應建立在面對面的基礎上」論點，也有｢視對方臉色更改友誼｣的疑慮，那是否就是真實的友誼呢？這一點也很容易有所爭議，不見得就能拿來評論網路友誼的真實性。
然而Facebook、Whatsapp、微信和LINE這些社交網站和即時通訊軟件興起後，從網絡友誼發展成真實朋友，甚至結為情侶、組織家庭等情況已屢見不鮮，雖然上一輩人們認為網絡交友存在危險，但是成功從網絡交友發展成知己、情侶甚至結婚的個案在現今社會已多不勝數。

## 網友見面
网络结识的朋友，有的人不选择见面只保持在网络上联络，而有的人会选择线下见面，发展成生活中的朋友，甚至是恋人。
在中国大陆的中，男同志与男同志网友在网络上认识后，线下第一次见面，可以称之为“面基”。后来其他網友借鉴了这个词，不限男女不限人数的网友在网络上认识后，线下见面或聚会，也可以称为“面基”。
而网恋的情侣线下第一次约会，则可以称之为“奔现”。

## 探討
網路友誼在今日已被許多社會學家探討，可參看《虛擬化身：網路世代的身份認同》（Life on the Screen: Identity in the Age of the Internet）1995年出版，由雪莉·特克（Sherry Turkle）撰寫；ISBN 9573236486。